# Chawalit Plaphol
Chawalit Plaphol (30 augustus, 1974) is een golfer uit Thailand. Op de Zuidoost-Aziatische Spelen van 1995 won hij gouden medailles met zijn team en individueel.
Plaphol werd in 1996 professional en speelt sindsdien op de Japan Golf Tour en de Aziatische PGA Tour. Hij heeft vijf Tour-overwinningen behaald. Zijn hoogste positie op de wereldranglijst was 227 in 2004.

## Gewonnen
Asian Tour
- 1998: Orient Masters
- 2006: Bangkok Airways Open
- 2011: Queen's Cup (-7)
- 2013: Zaykabar Myanmar Open (-18)

Japan Golf Tour
- 2004: ANA Open

## Teams
- WGC-World Cup: 2000 (met zijn neef Thammanoon Srirot)